# Osvaldo Napoli
Osvaldo Napoli (Torino, 23 marzo 1944) è un politico italiano, deputato alla Camera nella XIV, XV, XVI e XVIII legislatura della Repubblica Italiana.

## Biografia
Nato a Torino, ma vive a Giaveno, dopo essersi diplomato in ragioneria alla scuola serale, si è iscritto all’Ordine dei Giornalisti ed è diventato direttore commerciale nel settore alimentare.
Dopo decenni di appartenenza alla Democrazia Cristiana, per cui ha ricoperto prima il ruolo di consigliere comunale di Giaveno (1975-1985) e dopo di sindaco (1985-1995) e alle elezioni amministrative del 1990 è stato eletto consigliere della provincia di Torino, nel 1994 ha aderito a Forza Italia. Alla guida di coalizioni di centro-destra è stato rieletto sindaco di Giaveno nel 1995 e nel 1999, rimanendo in carica fino al 2004.
Alle elezioni politiche del 1996 viene candidato alla Camera dei deputati nel collegio maggioritario di Giaveno, sostenuto dalla coalizione di centro-destra Polo per le Libertà in quota forzista, dove ottiene il 34,20% dei voti e venne sconfitto da Luigi Massa dell'Ulivo (37,18%), non risultando eletto.

### Elezione a deputato
Alle elezioni politiche del 2001 viene ricandidato nel collegio maggioritario di Giaveno alla Camera, sostenuto dalla coalizione di centro-destra Casa delle Libertà in rappresentanza forzista, dove viene eletto per la prima volta deputato con il 49,03% dei voti contro i candidati de L'Ulivo Luciano Frigieri (43,41%), della Lista Di Pietro Lino Salvaia (4,78%) e di Democrazia Europea Antonella Grossi (2,78%). Nella XIV legislatura della Repubblica è stato componente della 8ª Commissione Ambiente, territorio e lavori pubblici, della Commissione parlamentare d'inchiesta sul ciclo dei rifiuti e sulle attività illecite ad esso connesse e della Commissione parlamentare d'inchiesta sul dossier Mitrochin e l'attività d'intelligence italiana.
Alle elezioni amministrative del 2004 è stato eletto consigliere comunale di Giaveno.
Alle elezioni politiche del 2006 viene riconfermato deputato per Forza Italia nella circoscrizione Piemonte 1.
Alle elezioni politiche del 2008 è rieletto alla Camera nelle file del Popolo della Libertà nella medesima circoscrizione.
Alle elezioni amministrative del 2009 è stato eletto sindaco di Valgioie con il 67,82% dei voti per la lista civica Sviluppo & Buonsenso, superando lo sfidante Enzo Secondo Debernardi (32,18%). È stato, tra maggio ed ottobre 2011 presidente facente funzioni dell'ANCI nel periodo tra le dimissioni (per fine mandato come sindaco di Torino) di Sergio Chiamparino e l'elezione del nuovo presidente Graziano Delrio.
A dicembre 2010 viene eletto vice-capogruppo del PdL alla Camera, dopo le dimissioni dalla carica di Carmelo Briguglio, entrato nel gruppo di Futuro e Libertà per l'Italia.
Nel febbraio 2013 è ricandidato alla Camera al sesto posto della lista del Popolo della Libertà nella circoscrizione Piemonte 1. Tuttavia, il PDL ottiene soltanto tre seggi e Napoli rimane fuori dal Parlamento.
A fine 2013, a seguito dello scioglimento del PdL, aderisce alla nuova Forza Italia contestualmente rifondata da Silvio Berlusconi.
A maggio 2014 viene rieletto sindaco di Valgioie con il 50,65% dei voti (superando Claudio Grosso con il 47,32%), incarico dal quale si dimetterà nel maggio 2016 per candidarsi a sindaco di Torino, sostenuto da Forza Italia e da due liste civiche.

### Candidatura a sindaco di Torino
Alle elezioni amministrative del 2016 si candida a sindaco di Torino, sostenuto da 3 liste (Forza Italia, "Salviamo l'Oftalmico Insieme" e "Un Sogno per Torino"), raccogliendo il 5,31% dei voti che non gli vale l'accesso al ballottaggio, ma almeno l'elezione in Consiglio comunale.
È consigliere della Fondazione Italia USA.
Il 14 dicembre 2016 un gruppetto di persone facenti capo al cosiddetto Movimento dei Forconi, fra i quali spicca l'ex generale Antonio Pappalardo, dopo aver letto delle accuse fittizie, inscenano un tentativo di arresto nei suoi confronti nei pressi di Montecitorio.

### Ritorno alla Camera
Alle elezioni politiche del 2018 viene ricandidato alla Camera, tra le liste di Forza Italia nel collegio plurinominale Piemonte 2 - 01, venendo rieletto a Montecitorio.
Nell'agosto 2020, a poche settimane dal referendum costituzionale sul taglio del numero di parlamentari legato alla riforma avviata dal governo Conte I guidato dalla Lega assieme al Movimento 5 Stelle e concluso dal governo Conte II guidato dalla coalizione tra M5S e Partito Democratico Napoli annuncia il suo voto contrario, in dissidenza con la linea ufficiale del partito, schierato per il "Sì".
Il 15 febbraio 2021 Osvaldo Napoli, insieme a Daniela Ruffino e Guido Della Frera, schierati apertamente contro la linea filo-sovranista del partito, lasciano Forza Italia, per aderire il giorno seguente a Cambiamo!, movimento politico di Giovanni Toti, fondando la nuova componente "Cambiamo!-Popolo Protagonista" con cinque totiani e due ex M5S; di conseguenza in Comune a Torino cambierà nome il gruppo da Forza Italia a Cambiamo!. Il 27 maggio seguente aderisce a Coraggio Italia, il nuovo partito fondato dal sindaco di Venezia Luigi Brugnaro insieme al presidente della Liguria Giovanni Toti e a numerosi parlamentari di diversa provenienza (M5S, Forza Italia, Cambiamo!-Popolo Protagonista, Lega e Centro Democratico). Napoli diventa delegato d’aula del gruppo alla Camera in quota Cambiamo! oltreché membro della direzione nazionale da novembre.
Alle elezioni comunali in Piemonte del 2021 si candida come sindaco di Mompantero, ma ottiene solo il 42,3% dei voti e viene sconfitto dal candidato Davide Gastaldo (57,7%), alla guida di una lista civica No Tav.
Il 17 marzo 2022 lascia insieme alla collega Daniela Ruffino il gruppo parlamentare di Coraggio Italia e aderisce alla componente parlamentare del gruppo misto di Azione.
Alle elezioni politiche del 2022 viene ricandidato alla Camera da Azione - Italia Viva nel collegio uninominale Piemonte 1 - 04 (Chieri), dove ottiene l'8,28% e termina in quarta posizione, e in seconda posizione nel collegio plurinominale Piemonte 1 - 02, non risultando eletto.
A gennaio 2023 viene eletto presidente regionale di Azione in Piemonte.